# You Have Options
You Have Options ist ein Jazzalbum von François Houle, Alexander Hawkins und Harris Eisenstadt. Die am 5. Juli 2016  in den Afterlife Studios, Vancouver entstandenen Aufnahmen erschienen 2018 auf Songlines Recordings.

## Hintergrund
Der verstorbene Mitbegründer und künstlerischer Leiter des Vancouver Jazz Festival, Ken Pickering, der regelmäßig Ad-hoc-Gruppen zusammengestellt hate, die Musiker aus Vancouver mit ihren internationalen Kollegen zusammenbrachten, empfahl dem britischen Pianisten Alexander Hawkins, dieses Trio mit den beiden Kanadiern zu bilden, dem Schlagzeuger Harris Eisenstadt und dem Klarinettisten François Houle. Aleander Hawkins hatte mit Eisenstadt zuvor im Convergence Quartet (mit Dominic Lash und Taylor Ho Bynum) gearbeitet. Die erste Zusammenkunft der drei Musiker fand im Jahr 2014 statt, die drei kamen dann während des Festivals 2016 wieder zusammen und gingen anschließend ins Aufnahmestudio. Neben Stücken von Hawkins, Houle und Eisenstadt enthält dieses Album drei Coverversionen, darunter Interpretationen von Steve Lacys „Art“ und Charles Ives’  „Largo“ sowie eine „gemessene, aber groovende Wiedergabe“ von Andrew Hills „Dusk“. Die resultierende CD, „ein Essay im Kammerjazz“, ist Pickerings Erinnerung gewidmet.

## Titelliste
- François Houle – Alexander Hawkins – Harris Eisenstadt: You Have Options (Songlines Recordings SGL 1628-2)[3]

1. Clue (Alexander Hawkins) 5:17
2. Art (Steve Lacy) 7:14
3. Run Riot  (François Houle) 3:16
4. The Pitts (Harris Eisenstadt) 6:17
5. Prayer (François Houle) 6:14
6. Advice (Alexander Hawkins) 4:18
7. Largo (Charles Ives) 5:34
8. You Have Options, I Have a Lawyer (Harris Eisenstadt) 6:43
9. Le Concombre De Chicoutimi (François Houle) 6:14
10. Dusk (Andrew Hill) 7:19

## Rezeption
Nach Ansicht von Eric McDowell, der das Album im Free Jazz Blog rezensierte, sei die Art und Weise, wie Eisenstadt melodisches Material sowohl innerhalb eines Titels, von einem Instrument zum anderen als auch zwischen Teilen austauscht, ist meisterhaft und effizient, und erzeugt Echos, die das Ganze zusammenhalten. Bei den frei improvisierten Zwischenabschnitten und abstrakteren Momenten der Hauptsuite zahle sich die vielfältige Instrumentierung des Nonetts wirklich aus, meint der Autor. „Er nutzt verschiedene Arten von Dichte und Textur, um seine Spieler zu schichten. Das Ergebnis ist perfekt ausbalanciert – wie in Eisenstadt zwanzig Alben, die niemals zufrieden sind, an einem Ort zu bleiben oder zu lange nach einer Erwartung zu spielen.“

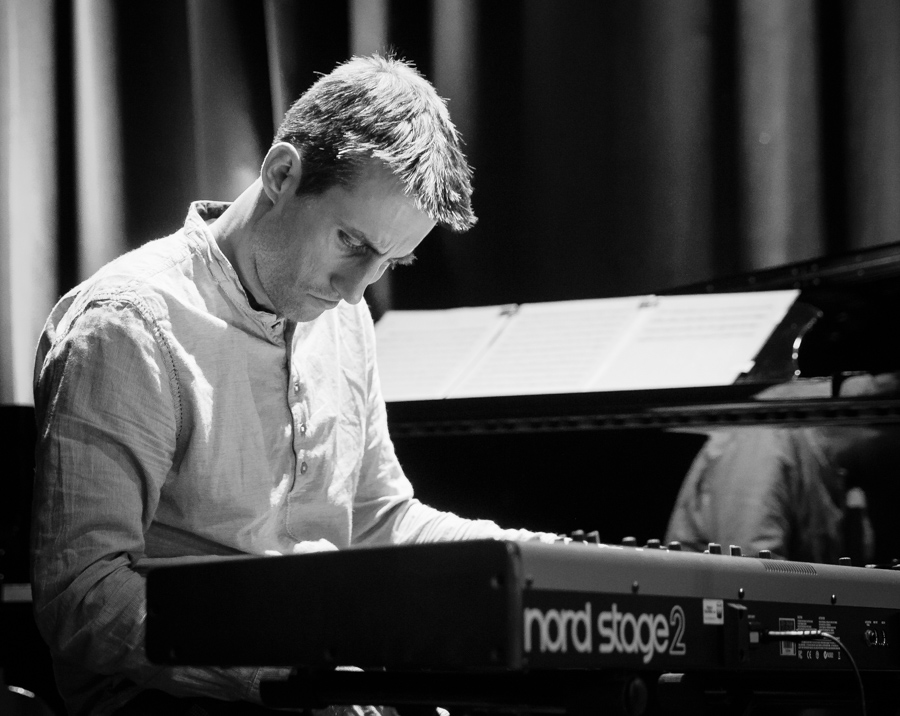
Alexander Hawkins 2017

Nick Ostrum (Squidsear) schrieb, die Musik sei „elegant, intim und diskret dynamisch“; die Themen würden schrittweise erstellt. Obwohl dabei auch Melodien entstünden, schweben und dann verschwinden, bleibe der Fokus auf dem Prozess und dem Aufbau eines spärlichen und ausgewogenen Drei-Personen-Dialogs gerichtet. Der dritte Track mit dem treffenden Titel „Run Riot“ sei der erste, der eher von Energie als von balladhafter Spannung angetrieben werde, so Ostrum. „Hier reiten Houles lebhafte Läufe auf Hawkins’ und Eisenstadts temperamentvollem, aber unzusammenhängendem rhythmischen Zusammenspiel. Damit der Fluss nicht zu sehr außer Kontrolle gerät und die Fahrt nicht zu holprig wird, kehren die folgenden Titel zu einem allmählicheren, meditativeren Haltung zurück, was im Allgemeinen aus Eisenstadts gedämpftem Trommeln, Houles geduldiger Melodik und einem auffallend schönen mehrminütigen Klaviersolo von Hawkins besteht.“ Einiges auf diesem Alben, einschließlich des äußerst mitreißenden „Prayer“, bewegten sich unbeschwert auf der „engen und tückischen Linie zwischen dem honigsüßen und dem Saccharin“, meint der Autor. Einige Stücke, wie „You Have Options“, böten sanfte und beeindruckende Meditationen zu einfachen Themen.
Nach Ansicht von Stuart Broomer, der das Album in The Whole Note rezensierte, zeige sich das lyrische Potenzial der Gruppe zuerst in Hawkins’ Eröffnungstitel „Clue“ und in Steve Lacys „Art“. Houles reichhaltige, warmes Klarinettenspiel passe hervorragend zu Hawkins’ flüssigen Linien und Eisenstadts subtil treibendem Trommeln. Houles nervöses „Run Riot“ und Eisenstadts „You Have Options I have a Lawyer“würden diesen Zauber zwar für einen Moment unterbrechen, aber es seien die reflektierenden Tiefen der Gruppe, die das Album definieren: „Houles sanft gewundene, leidenschaftliche Linien auf ‚The Pitts‘, die beharrlich gewundenen Sätze der Gruppe über das modale ‚Prayer‘ und den sehr leichten, traditionellen Blues von ‚Advice‘“. Die Breite der Gruppe werde durch eine freie Interpretation von Charles Ives’ „Largo“ belegt, während Andrew Hills „Dusk“, manchmal gelassen, manchmal sanft animiert, einen passenden Abschluss liefere, von Houles A-cappella-Einführung bis zu seinem schimmernden Abschluss.
Aaron Novik (Bird is the Worm) lobte: „Was ich daran mag: Ich mag es, dass diese Musik einen Ton hat, der an einen Spuk grenzt, und wie ihre treibende Präsenz ihr ein ätherisches Gefühl verleiht. Ich mag es so, dass es einen traditionelleren Sound einer vergangenen Jazz-Ära wiedergibt, wenn das Trio die Musik in etwas kanalisiert, das sehr aktuell ist. Mir gefällt, wie eine melodische Perspektive intakt bleibt, egal wie entschlossen das Trio die Dinge in eine bloße Ähnlichkeit mit seiner ersten Salve von Noten zerlegt. Mir gefällt, wie die Musik eine angeborene Ruhe besitzt, obwohl die Musik unruhig und aufgeregt wird.